# Juan Bautista Topete

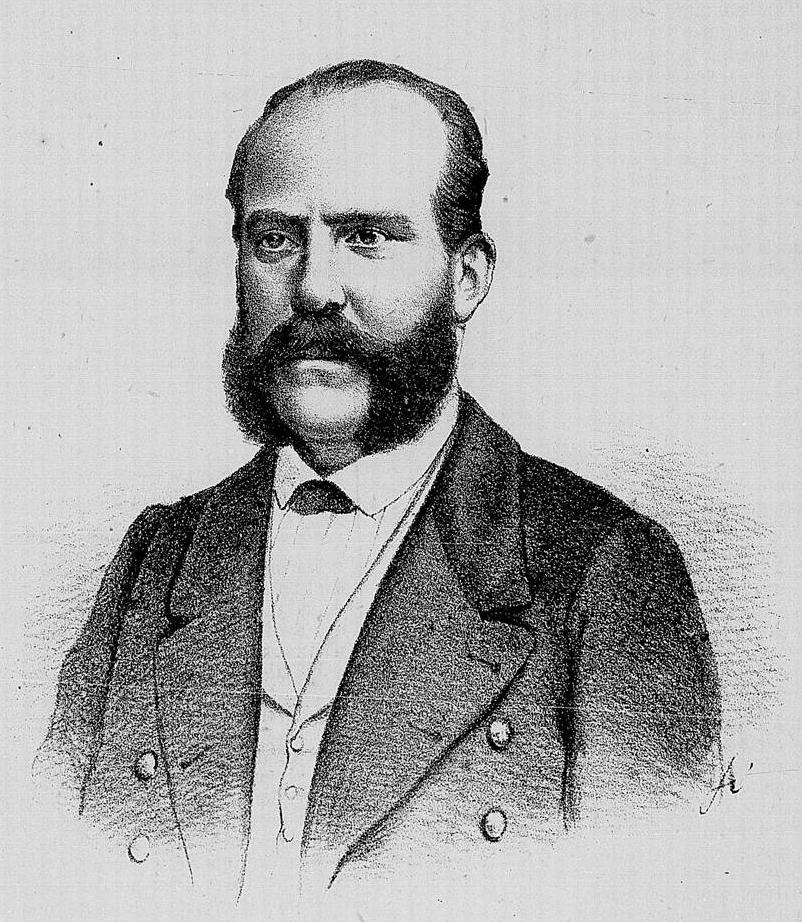
Juan Bautista Topete.

Juan Bautista  Topete y Carballo, född den 24 maj 1821 i Tlacotalpan i Yucatan, död den 31 oktober 1885 i Madrid, var en spansk amiral och politiker.
Topete inträdde i spanska marinen 1835, förde 1860 befäl mot Marocko och var sedan 1867 konteramiral över eskadern i Cádiz, då han i september 1868 tillsammans med några andra högre officerare och ämbetsmän utfärdade ett upprop att avlägsna drottning Isabella och tillsätta en provisorisk regering. I denna regering blev Topete i oktober marinminister. Obenägen för alla demokratiska strävanden, understödde Topete efter Isabellas avlägsnande hertigens av Montpensier tronkandidatur. Han tog 1871 jämte Serranos övriga kabinett avsked. Topete var ånyo marinminister kortare tider 1872 och 1874, men drog sig tillbaka från politiken, då armén utropade Alfons XII till kung. 